# Święta Weronika trzymająca chustę (obraz El Greca z 1580)

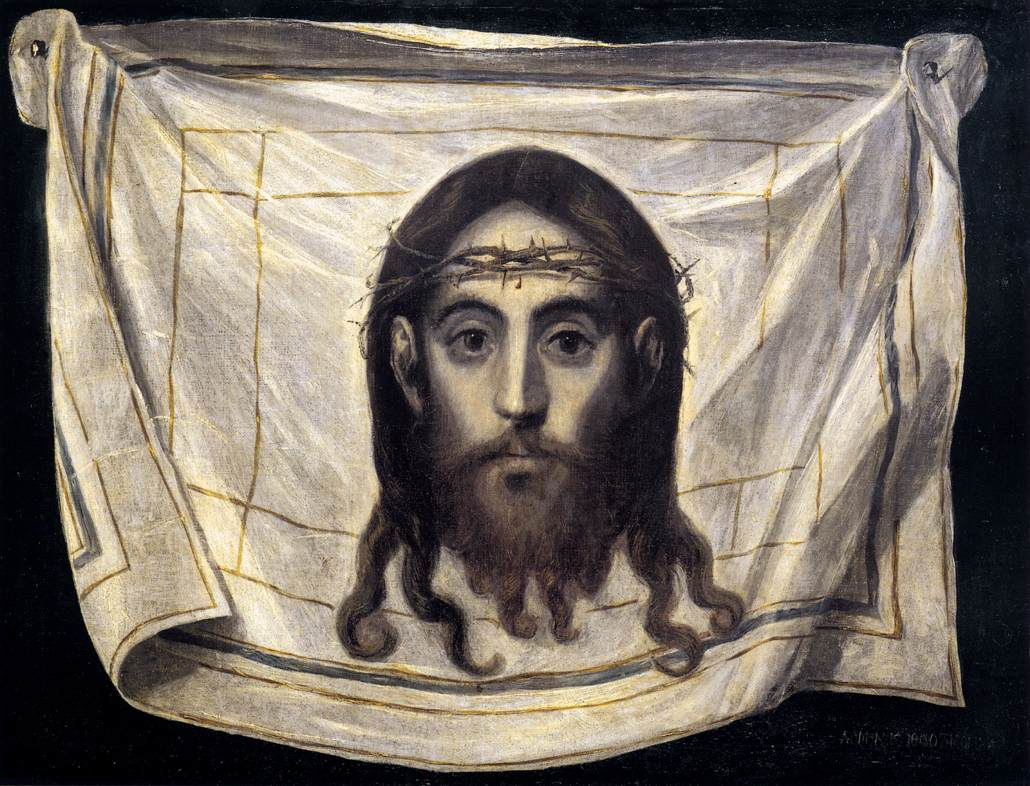
Chusta św. Weroniki (1582)

Święta Weronika trzymająca chustę – obraz olejny hiszpańskiego malarza pochodzenia greckiego Dominikosa Theotokopulosa, znanego jako El Greco. Obraz sygnowany: CHÈIR DOMENIKOU
Portret św. Weroniki jest pierwszym portretem, gdzie El Greco wykorzystał jako modelkę swoją wieloletnią partnerkę życiową Jeronimę de las Cuevas. Kobieta trzyma w dłoniach chustę z wizerunkiem Chrystusa. Według legendy Weronika miała zobaczyć niosącego krzyż Jezusa a widok zbitego i osłabionego skazańca upadającego pod ciężarem krzyża tak ją wzruszył, że przecisnęła się przez tłum i białą chustą otarła Mu twarz. Wizerunek umęczonego Jezusa pozostał na chuście.

## Opis obrazu
Wizerunek przedstawionej Weroniki, jej łagodny smutek lub wyraz ekstazy będzie można spotkać w innych późniejszych dziełach El Greca. Te same: wysokie, wypukłe czoło, szeroka górna część twarzy, duże oczy, gęste brwi, długi i cienki nos, policzki zwężające się ku ostrej brodzie, drobne usta i wąski łuk górnej wargi ściągający się ponad mięsistą dolną wargą będzie można zaobserwować u wszystkich kolejnych Madonn i wizerunków Marii Magdaleny.
Wizerunek Chrystusa na chuście El Greco umieścił wcześniej na ołtarzu kościoła bernardynów Santo Domingo de Silos w Toledo, w zwieńczeniu nad wizerunkami dwóch świętych: Świętego Benedykta i Świętego Bernarda z 1579 roku. W 1582 roku namalował samą chustę wiszącą na dwóch gwoździach, tych samych którymi przybito Chrystusa do krzyża. Obraz znajduje się w prywatnej kolekcji.